# Christine Kelly
Christine Kelly (Guadeloupe, 1969. július 13. –) francia író, televíziós újságíró. A Francia Legfelső Audiovizuális Tanács tagja 2009 és 2015 között. 

## Művei
- Enquête sur la tuerie du Grand-Bornand (2006)
- François Fillon, le secret et l’ambition (2007)
- La parole est à la défense (2008)
- Le scandale du silence. Familles monoparentales (2012)
- François Fillon, les coulisses d'une ascension  (2017)